# Liste des cuirassés de la Royal Navy
Ceci est la liste des cuirassés de la Royal Navy  entre 1882 et 1945.
Le terme de cuirassé tire son origine des années 1880 à la construction de la classe Colossus, navire de guerre fortement blindé transportant une batterie de canons de gros calibre.

## Pré-dreadnought(1882-1906)
- Classe Colossus :
  - HMS Colossus (1882) - 1908
  - HMS Edinburgh (1882) - 1910
- Classe Admiral :
  - HMS Collingwood (1882) - 1909
  - HMS Rodney (1884) - 1909
  - HMS Howe (1885) - 1910
  - HMS Camperdown (1885) - 1911
  - HMS Benbow (1885) - (1909
  - HMS Anson (1886) - 1909
- Classe Victoria :
  - HMS Victoria (1887) (ex-Renown) - 1893
  - HMS Sans Pareil (1887) - 1907
- Classe Trafalgar : 
  - HMS Trafalgar (1887) - 1912
  - HMS Nile (1888) - 1912

- Classe Royal Sovereign :

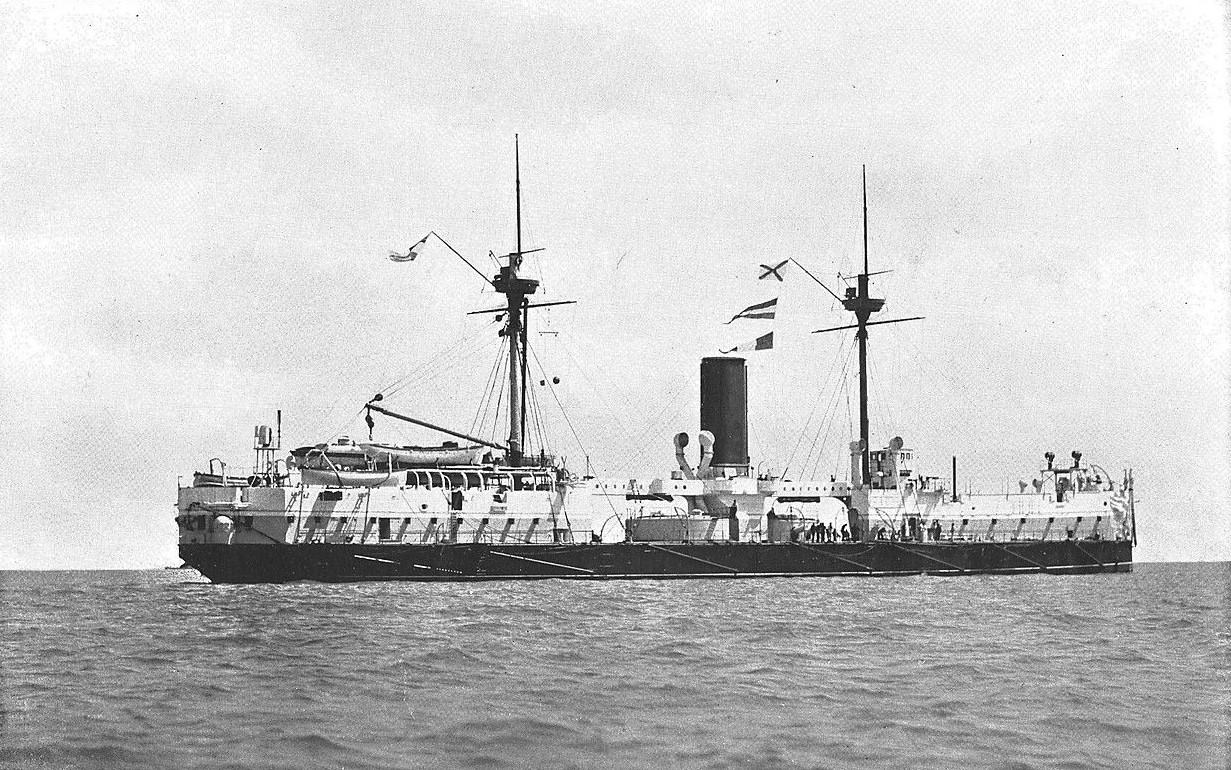
Le HMS Edinburgh (1882) de.

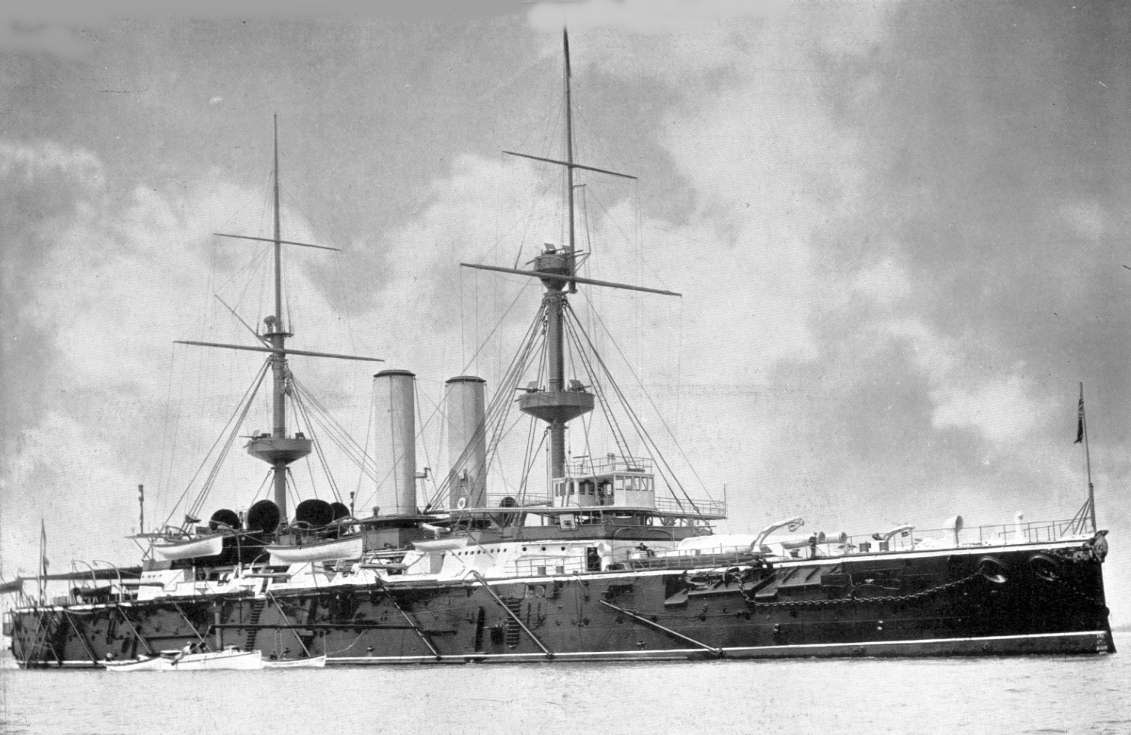
Le HMS Royal Sovereign (1891) de Classe Royal Sovereign.

  - HMS Royal Sovereign (1891) - 1913
  - HMS Empress of India (1891) - 1913
  - HMS Repulse (1892) - 1911
  - HMS Ramillies (1892) - 1913
  - HMS Resolution (1892) - 1914
  - HMS Revenge (1892) - Renommé Redoubtable (1915) - 1919
  - HMS Royal Oak(1892) - 1914
- HMS Hood (en) (1891) - 1914
- Classe Centurion :
  - HMS Centurion (1892) - 1910
  - HMS Barfleur (1892) - 1910
  - HMS Renown (1895) - 1914

- Classe Majestic : 
  - HMS Magnificent (1894) - 1921
  - HMS Majestic (1895) - 1915

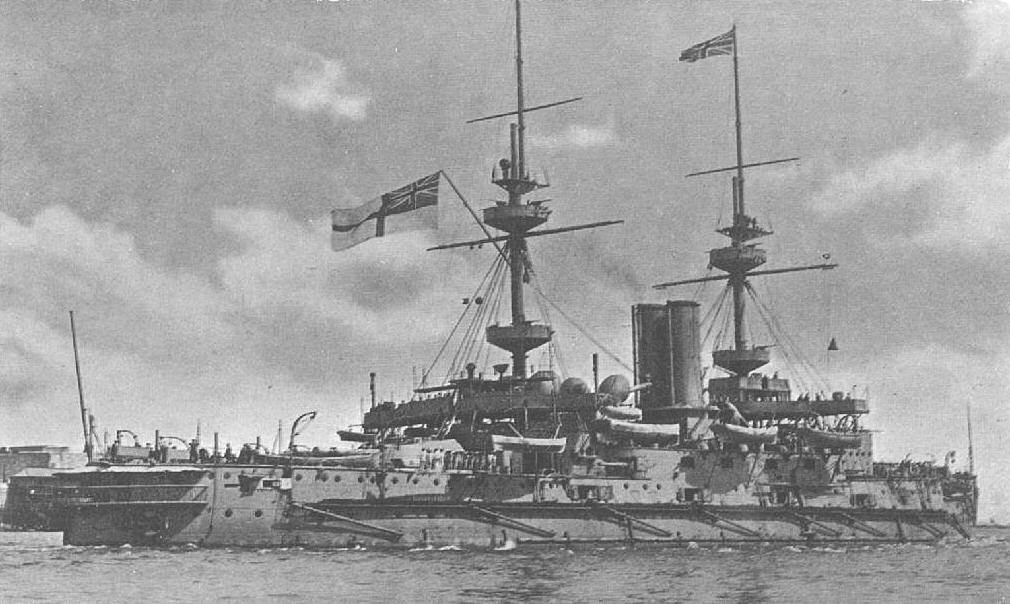
Le HMS Majestic (1895) de Classe Majestic.

  - HMS Prince George (1895) - Renommé Victorious II (1918-1919) - 1921
  - HMS Victorious (1895) - Renommé Indus II (1920) - 1922
  - HMS Jupiter (1895) -  1920
  - HMS Mars (1896) - 1921
  - HMS Hannibal (1896) - 1920
  - HMS Caesar (1896) - 1921
  - HMS Illustrious (1896) - 1920
- Classe Canopus :
  - HMS Canopus (1897) - 1920
  - HMS Goliath (1898) - 1915
  - HMS Albion (1898) - 1919
  - HMS Ocean (1898) - 1915
  - HMS Glory (1899) - Renommé Crescent (1920) - 1922
  - HMS Vengeance (1899) - 1921

- Classe Formidable : 
  - HMS Formidable (1898) - 1915
  - HMS Irresistible (1898) - 1915
  - HMS Implacable (1899)- 1921

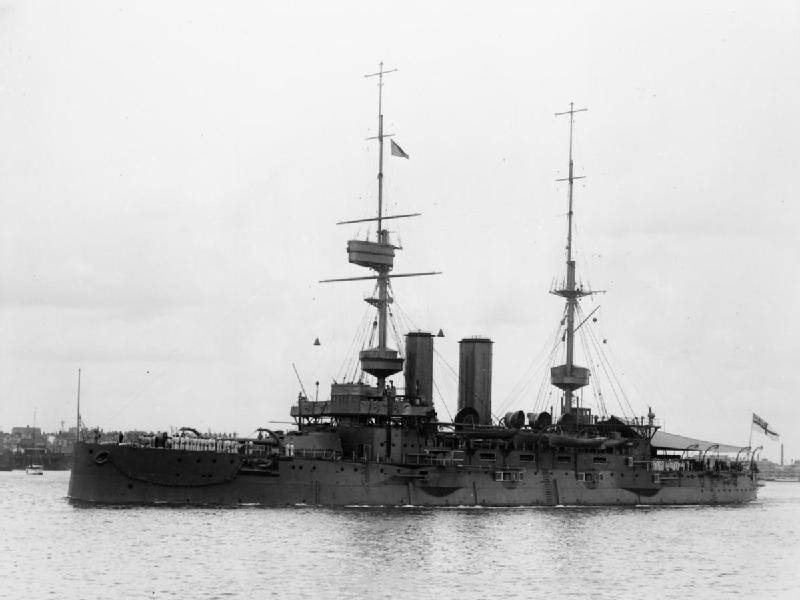
Le HMS Bulbak (1899) de Classe London.

- Classe London : (sous-classe Formidable)
  - HMS London (1899) - 1920
  - HMS Bulwark (1899) - 1914
  - HMS Venerable (1899) - 1920
- Classe Queen : (sous-classe Formidable)
  - HMS Queen (1902) - 1920
  - HMS Prince of Wales (1902) -  1920
- Classe Duncan : 
  - HMS Russell (1901) - 1916
  - HMS Albemarle (1901) - 1919
  - HMS Montagu (1901) - 1906
  - HMS Duncan ((1901) - 1920
  - HMS Cornwallis (1901) - 1917
  - HMS Exmouth 1901) - 1920
- Classe King Edward VII :
  - HMS Commonwealth (1903) - 1921
  - HMS King Edward VII (1903) - 1916
  - HMS Dominion (1903) - 1921
  - HMS Hindustan (1903) - 1921
  - HMS New Zealand (1904) - Renommé Zealandia (1911) - 1921
  - HMS Britannia (1904) - 1918
  - HMS Africa  (1905) - 1920
  - HMS Hibernia (1905) - 1921
- Classe Swiftsure : 
  - HMS Swiftsure (1903) (ex-Chilien Constitucion (1903) - 1920
  - HMS Triumph (1903) (ex-Chilien Libertad (1903) - 1915
- Classe Lord Nelson : 
  - HMS Agamemnon (1906) - 1927
  - HMS Lord Nelson (1906) - 1920

## Dreadnought(1906-1913)
- HMS Dreadnought (1906) - 1921
- Classe Bellerophon : 
  - HMS Bellerophon (1907) - 1921
  - HMS Superb (1907) - 1923
  - HMS Temeraire (1907) - 1921
- Classe St. Vincent : 
  - HMS St. Vincent (1908) - 1921
  - HMS Collingwood (1908) - 1922
  - HMS Vanguard (1909) - 1917
- HMS Neptune (1909) - 1922
- Classe Colossus :
  - HMS Colossus (1910) - 1928
  - HMS Hercules (1910) - 1921

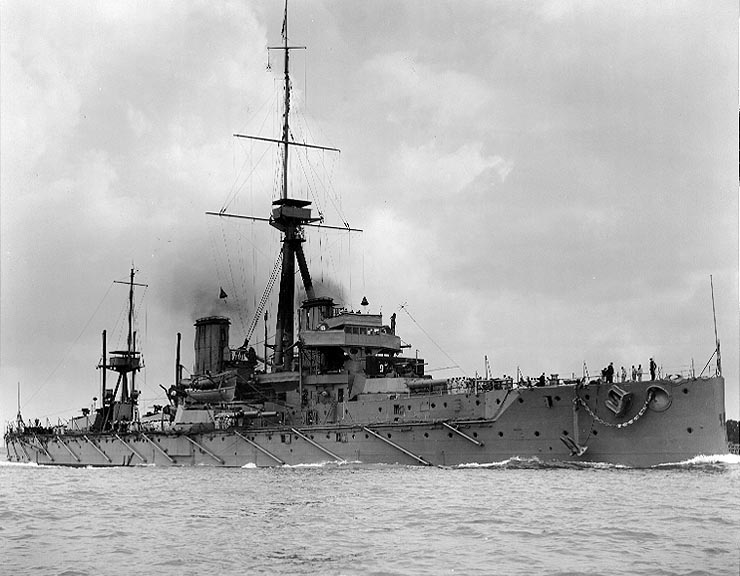
Le HMS Dreadnought

- HMS Agincourt (1913) (ex-Sultan Osman I) (1913) - 1922

## Super-Dreadnought (1910-1945)
- Classe Orion : 
  - HMS Orion (1910) - 1922
  - HMS Monarch (1911) - 1925
  - HMS Conqueror (1911) - 1922
  - HMS Thunderer (1911) - 1926
- Classe King George V : 

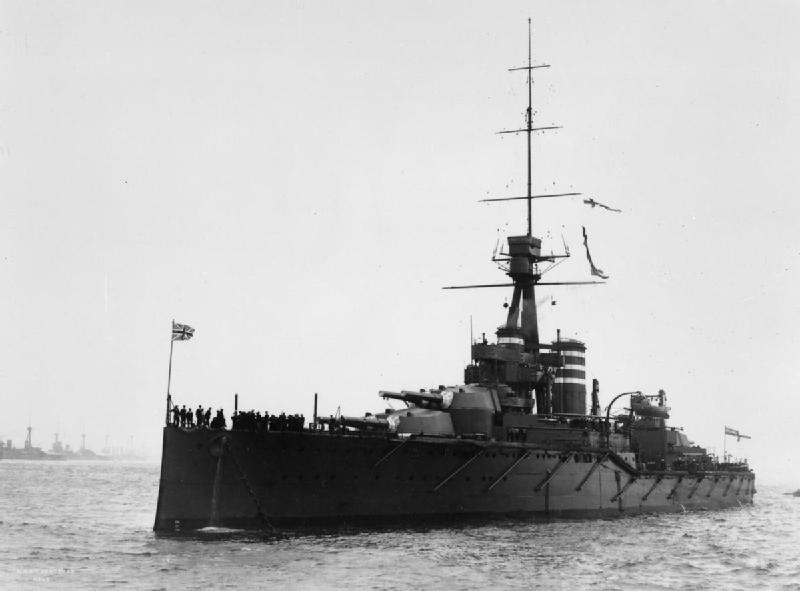
Le HMS Thunderer de classe Orion

  - HMS King George V (1911) (ex-Royal George) (1911) -1926
  - HMS Centurion (1911) - 1944
  - HMS Audacious (1912) - 1914
  - HMS Ajax (1912) - 1926
- Classe Iron Duke :
  - HMS Iron Duke (1912) - 1946
  - HMS Marlborough (1912) - 1932
  - HMS Benbow (1913) - 1931
  - HMS Emperor of India (1913) (ex-Delhi) (1913) - 1932
- HMS Erin (1913) (ex-Reshadieh) (1913) - 1922
- HMS Canada (1913) (ex Almirante Lattore) (1913) - vendu au Chili en 1920
- Classe Queen Elizabeth : 
  - HMS Queen Elizabeth (1913) - 1948
  - HMS Warspite (1913) - 1946
  - HMS Barham (1914) - 1941
  - HMS Valiant (1914) - 1948
  - HMS Malaya (1915)) - 1948
  - HMS Agincourt - Annulé en 1914
- Classe Revenge : (ex Royal Sovereign)
  - HMS Royal Oak (1914) -  1939
  - HMS Royal Sovereign (1915) - URSS ( Arkhangelsk 1944-1949) - 1949.
  - HMS Revenge (1915) (ex Renown) - 1948
  - HMS Resolution (1915) - 1948
  - HMS Ramillies (1916) - 1948
- (plan cuirassé N3 - jamais construit)
- Classe Nelson : 
  - HMS Nelson (1925) - 1948
  - HMS Rodney (1925) - 1948
- Classe King George V :
  - HMS King George V (1939) -  1957
  - HMS Prince of Wales (1939) - 1941
  - HMS Duke of York  (ex-Anson) (1940) - 1957
  - HMS Anson (ex-Jellicoe) (1940) - 1957
  - HMS Howe (ex-Beatty) (1940) - 1957
- Classe Temeraire ou classe Lion : 
  - Lion
  - Temeraire
  - Conqueror
  - Thunderer
- HMS Vanguard (1944) - le dernier cuirassé - 1960